# Fusion 360
Fusion 360 (Фьюжн 360) — коммерческое программное обеспечение, разработанное Autodesk и включающее системы автоматизированного проектирования (CAD), автоматизированного производства (CAM), автоматизированной инженерии (CAE) и проектирования печатных плат (PCB). Оно доступно на операционных системах Windows и MacOS, а также в виде упрощённых приложений на Android and IOS. Лицензия на использование Fusion 360 доступна по платной подписке, но также существует и ограниченная бесплатная домашняя некоммерческая версия для личного использования.

## История
Программное обеспечение Fusion 360 было представлено компанией Autodesk 24 сентября 2013 года. Оно вобрало в себя много особенностей другого программного обеспечения этой же фирмы Inventor Fusion, которое оно заменило.
После выхода программы другие продукты компании Autodesk были интегрированы в нее:
- В 2017 году была интегрирована функция слайсера программы Autodesk 123D.[4]

- В 2021 году была прекращена поддержка и разработка Autodesk Meshmixer, после того, как его функциональность была интегрирована в Fusion 360[5][6].

- В 2021 году программное обеспечение Netfabb было объединено с Fusion 360[7][8]

## Функции программы
Fusion 360 имеет встроенные возможности для 3D-моделирования, симуляции и документации. Программа может управлять производственными процессами такими как: механическая обработка, фрезерование, токарная обработка и аддитивное производство. В ней также есть функции автоматизации проектирования электроники, такие как проектирование схем, печатных плат и управление радиокомпонентами.

### Расширения
Компания Autodesk предлагает ряд платных расширений, которые добавляют дополнительную функциональность программе:
- Симуляция

- Генеративный дизайн

- Обработка

- Нестинг и производство

- Дизайн продукта

- Управление

- Аддитивное производство